# Guardea

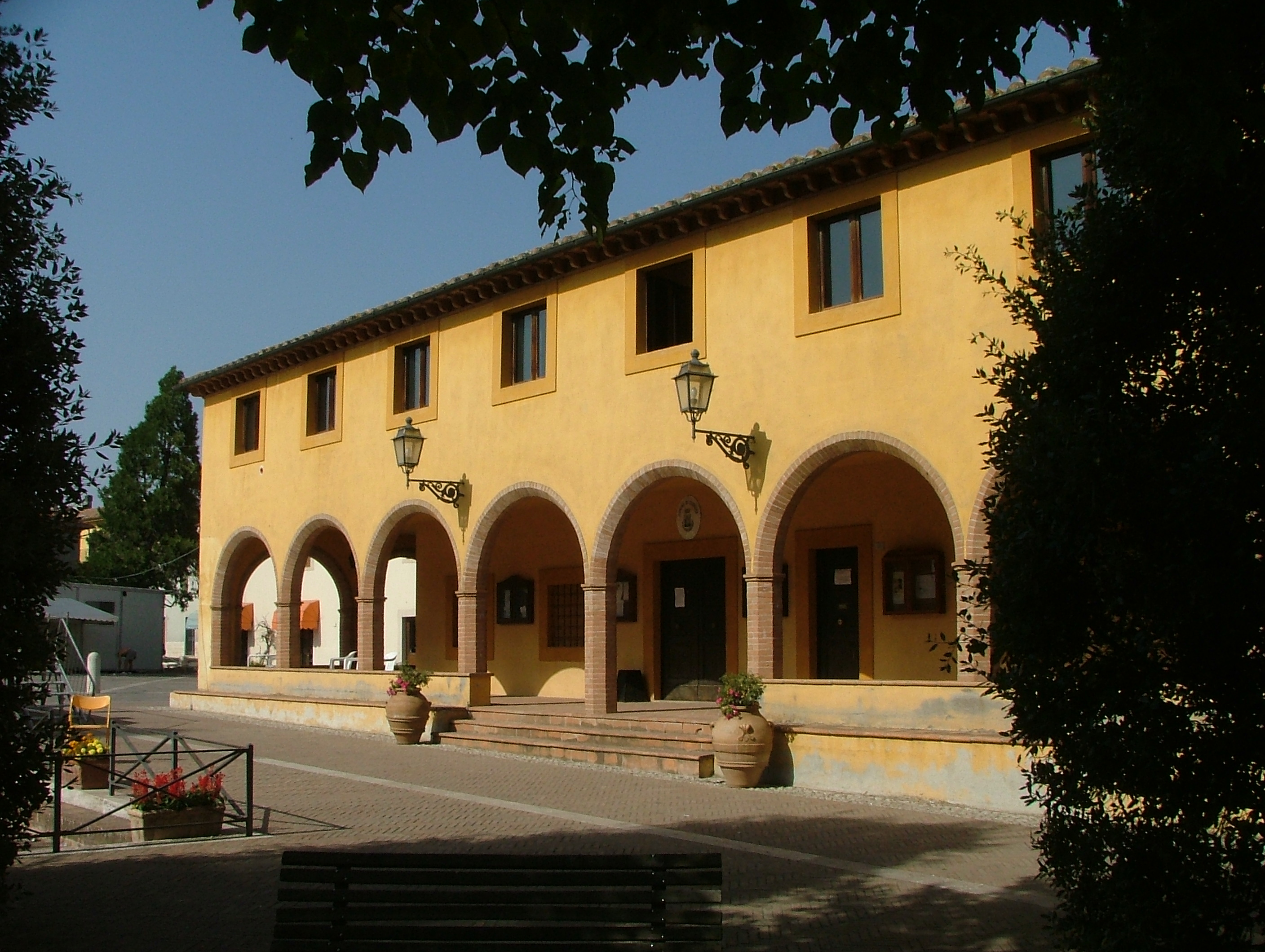

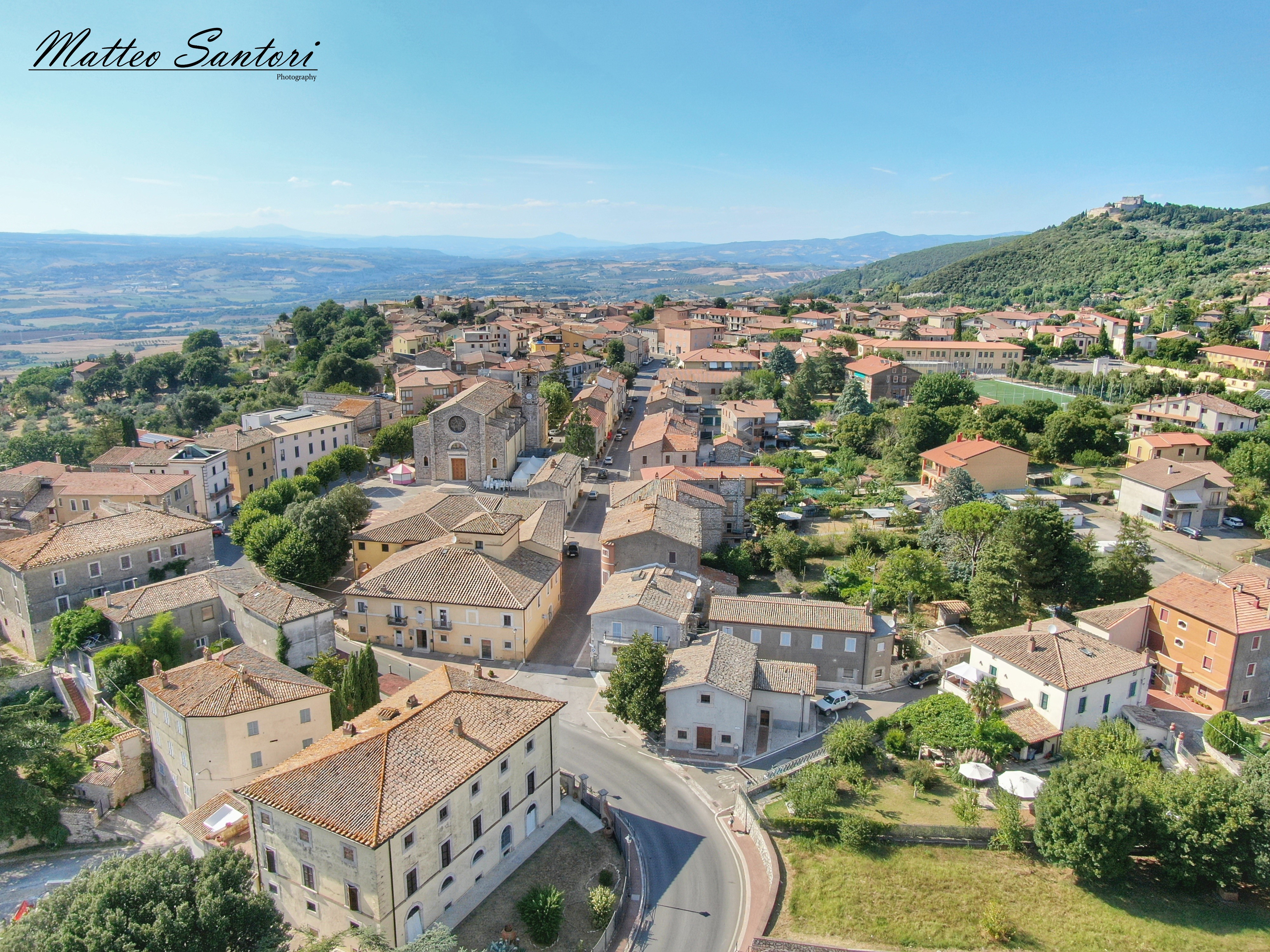

Guardea è un comune italiano di 1 726 abitanti della provincia di Terni in Umbria, geograficamente nella Valle del Tevere confina amministrativamente con i comuni della Regione Lazio nella provincia di Viterbo.

## Geografia fisica
- Classificazione climatica: zona D, 2069 GR/G

Il paese attualmente si trova ai piedi di due colli: Guardea Vecchia (ruderi dell'antico borgo) e il Poggio, ove sorge il castello medievale.
Nel comune si trova anche parte della valle dei calanchi, che si estendono fino al comune di Bagnoregio.
Nel territorio di Madonna del Porto (comune di Guardea) si trova l'entrata dell'Oasi naturalistica Lago di Alviano nonché gran parte del lago stesso, che si estende anche ai comuni di Alviano e Civitella d'Agliano.

## Origini del nome
La particolarità del nome è dovuta con pochi dubbi alla singolare morfologia del territorio, che costituiva un posto di guardia efficiente, svettando — soprattutto dall'antica sede collinare del paese, oggi detta "Guardea vecchia" — sulla Valle del Tevere. Il nome "Guardea" potrebbe derivare dal tedesco wald ("bosco") o dal francese garde ("luogo di sorveglianza").

## Storia
Resti di insediamenti preromani non urbanizzati e tracce nella toponomastica locale, da cui si deduce l'esistenza di uno scalo fluviale sul Tevere, testimoniano l'antichità del popolamento del territorio comunale e la sua continuità nel corso dei secoli. Il borgo si costituì alla fine del XIV secolo, quando fu abbandonato l'antico castello di Guardege, come prescritto dal trattato di pace stipulato allora tra Todi e Amelia (Italia). Nel XVI secolo il feudo passò ai Marsciano, che lo tennero fino a tempi abbastanza recenti; gli stessi, nel XVIII secolo, fecero costruire più a valle il palazzo intorno al quale si è sviluppato l'attuale abitato. Il toponimo potrebbe derivare da guarda, variante di guardia, che in origine allude ad un "posto di guardia". Due cinte murarie di epoca preromana, speculari, in comunicazione visiva fra di loro e poste a guardia del tracciato viario che congiungeva l'Etruria meridionale con l'attuale provincia di Terni, sono ancora visibili sulla sommità dei monti Pianicel Grande e Castellari. Del castello di Guardege rimangono solo pochi resti mentre si presenta in buono stato di conservazione, grazie a recenti interventi di restauro, quello del Poggio (XI secolo). Qualche dipinto di buona fattura del XV e XVI secolo si conserva nella chiesa parrocchiale edificata nel XVIII secolo. Dei tempi contemporanei va annotata la nuova piazza Pietro Panfili e la sede comunale con la retrostante via Roma, opere dell'arch. Franco Della Rosa, elogiate dal prof. Federico Zeri nello scritto del novembre 1997 Beni Culturali italiani - chi deve catalogare?.

### Simboli
Lo stemma e il gonfalone del Comune di Guardea sono stati adottati con delibera del consiglio comunale n. 45 del 16 luglio 1982 e concessi con decreto del presidente della Repubblica del 28 ottobre 1982.
Lo stemma raffigura gli antichi patroni, i santi Pietro apostolo, vestito d'azzurro con due chiavi d'oro, e Cesario, diacono e martire di Terracina con una veste rossa e la palma del martirio, entrambi nell'atto di sorreggere una torre merlata alla guelfa, di colore rosso, aperta e finestrata del campo. I due martiri, simbolicamente, proteggono e difendono Guardea. La campagna di verde che li sostiene è caricata di una stella d'oro a sette raggi, fra le lettere S.P. da un lato e S.C. dall'altro.
Il gonfalone è un drappo di azzurro.

## Monumenti e luoghi d'interesse
- Chiesa dei Santi Pietro e Cesareo, parrocchiale edificata nei primi decenni del 1700 sul luogo, allora denominato Piano Antico, dove sorgeva un'antica chiesa rurale dedicata a santa Cecilia. I santi titolari della parrocchia, già antichi compatroni del comune di Guardea, sono san Cesario (1º novembre) e san Pietro (29 giugno). Nella chiesa, in un armadio nella sacrestia, si conserva un reliquiario argenteo contenente un frammento osseo di san Cesareo diacono e martire. Il reliquiario ad ostensorio argenteo di San Cesareo, di bottega dell’Italia centrale sec. XVIII, è in argento in lamina sbalzato e in legno scolpito e dorato; il ricettacolo, decorato da volute, foglie e specchiature con rombi, accoglie la teca a luce ovale con cornice a ovoli, al cui interno è inserita la capsula argentea con la reliquia del santo: un frammento osseo con sottostante cartiglio che reca il testo "S. Cesareo D. M.". Il reliquiario termina con croce di avellana. Nella seconda cappella a sinistra è conservato il dipinto Maria riceve l'annuncio dell'Angelo del famoso pittore settecentesco della Scuola romana Giacomo Zoboli.
- Borgo fortificato di Guardea Vecchia, situato ad una quota di 572 m s.l.m., si estende su una superficie di circa 8000 m² con un perimetro murario conservato nell'alzato per circa 1/3. Risalente al IX sec., è senza dubbio uno dei luoghi più belli e panoramici di tutta la regione e dall'alto del colle si può abbracciare con lo sguardo la Teverina a sud-ovest e la catena dei monti che circondano la valle di Cocciano a nord-est.
- Castello del poggio, castello fondato come feudo imperiale nel 1034 su una preesistente torre bizantina del VII sec. Edificato dai Normanni, ha subito un importante restauro da Antonio da Sangallo il Giovane nel Cinquecento. Si tratta di uno dei castelli più antichi d'Italia. Nel XII secolo fu parte dello "Status Alviani" feudo della Chiesa, divenendo avamposto chiave grazie alla sua difesa verso i monti di Todi. Il possesso del castello fu alternato fra Todi, Orvieto e la Camera Apostolica. Fra i personaggi che conquistarono il castello, si conta: Federico II di Svevia detto il Barbarossa, Carlo V d'Asburgo, Cesare Borgia che lo regalò a sua sorella Lucrezia, Filippo di Savoia-Nemours e per ultima la principessa Olimpia Maidalchini Doria Pamphili. Nel corso dell'800, la proprietaria del castello fu Lina Farini che sposò il comico statunitense Jimmy Savo. Il luogo divenne così un Art Center, ospitando anche il nobel per la letteratura John Steinbeck. Nel 1981, dopo decenni di abbandono, fu acquistato e restaurato da privati. Per l'importanza storica e culturale, il Ministero dei Beni Culturali ha concesso al castello il vincolo di Monumento Nazionale. Il castello è segnalato fra le 24 dimore storiche dell'Umbria da salvare con intervento internazionale. Attualmente è anche sede del club di Budapest e della sede territoriale di Legambiente. Pur essendo privato, si può visitare gratuitamente contattando il Comune di Guardea. Il castello è stato in buona parte ricostruito, negli anni '80, dall'arch. Franco Della Rosa su commissione di Aleandro Tommasi.
- Convento di Sant'Illuminata, chiamato anche "grotta di San Francesco", edificata nel 1037 d.C. e soggiorno del santo.
- Chiesa di Santa Lucia, ultimata alla fine dell'Ottocento, contenente un affresco del pittore perugino Domenico Bruschi.
- Cimitero Vecchio, risalente all'epoca napoleonica, dove è stato girato il film DellaMorte DellAmore (1994) di Michele Soavi[6].
- Arco della Coscienza Planetaria, opera contemporanea realizzata in travertino con pietre provenienti da ogni parte del mondo, come invito all'armonia universale.
- Oasi naturalistica di Alviano WWF.
- Castello di Frattuccia, frazione di Guardea distante 40 minuti dal paese. Dell'impianto originale rimane un breve tratto di cinta murarie collegato a una torre a base quadrata.

## Società

### Evoluzione demografica
Abitanti censiti

## Cultura

### Cinema
A Guardea sono stati girati i seguenti film:
- Dellamorte Dellamore, diretto da Michele Soavi, con Rupert Everett e Anna Falchi, principalmente nel cimitero storico e nel centro del paese;
- Il primo re, diretto da Matteo Rovere, con Alessio Lapice e Alessandro Borghi, nei pressi dell'Oasi naturalistica Lago di Alviano, nella frazione di Madonna del Porto.

## Economia
Guardea è parte dell'associazione città dell'olio e città del pane.
Il comune fa parte della Comunità montana Orvietano Narnese Amerino Tuderte.

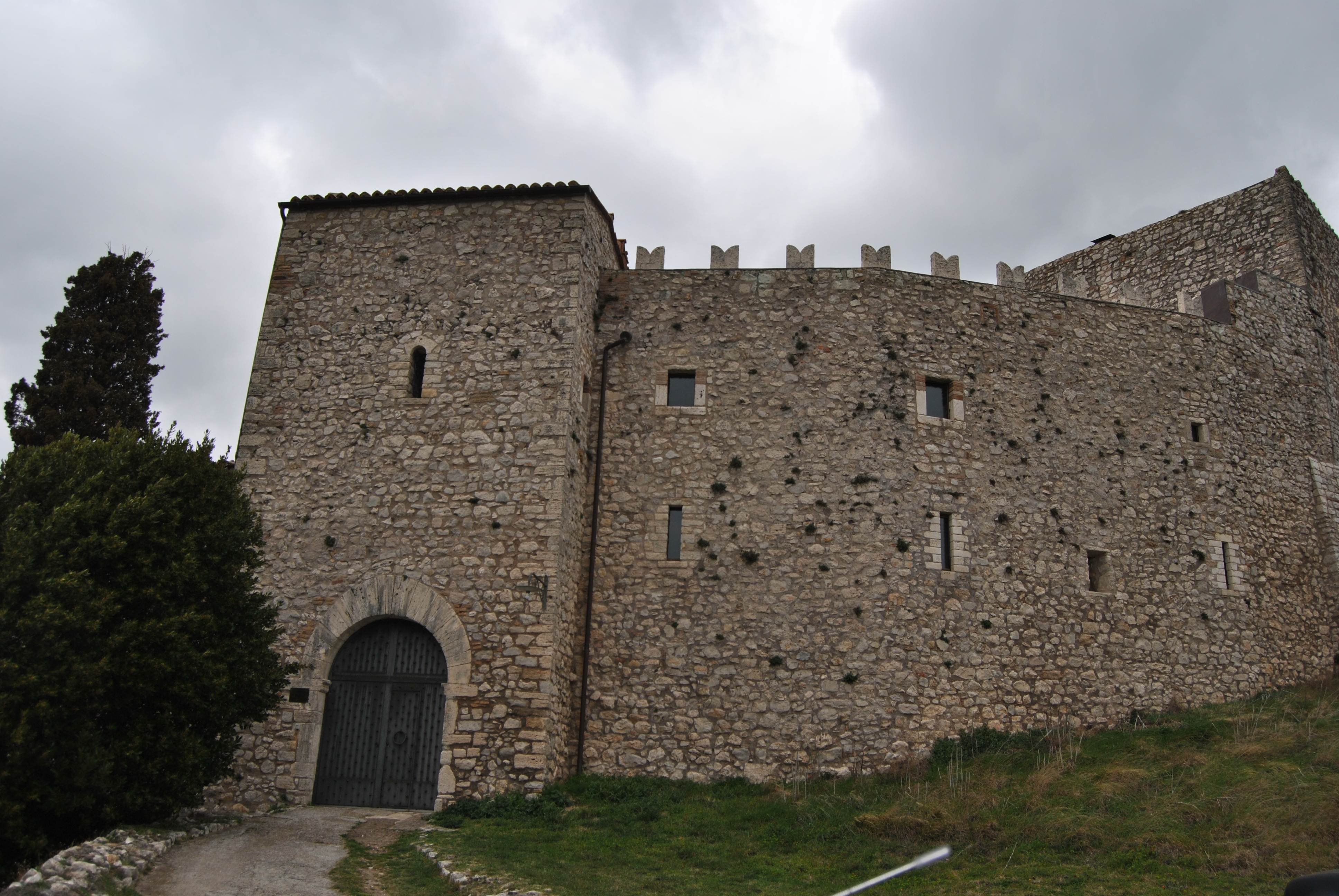
Castello del Poggio di Guardea

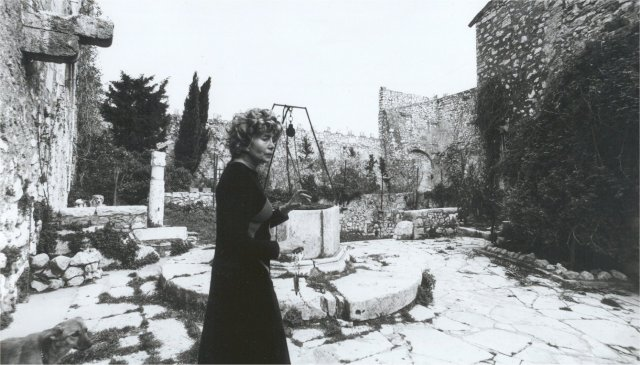
Lina Farini nel Castello

## Amministrazione
| Periodo        | Periodo        | Primo cittadino      | Partito                       | Carica  | Note |
| -------------- | -------------- | -------------------- | ----------------------------- | ------- | ---- |
| 1946           | 1953           | Giovanni Pietrangeli | Indipendente di centro-destra | Sindaco |      |
| 1953           | 1956           | Sante Bergamini      |                               | Sindaco |      |
| 1956           | 1960           | Orazio Medori        |                               | Sindaco |      |
| 1961           | 1967           | Carlo Gregori        | Comunista                     | Sindaco |      |
| 1967           | 1975           | Ferruccio Muzi       |                               | Sindaco |      |
| 1975           | 1992           | Ubaldo Costa         | Democrazia Cristiana          | Sindaco |      |
| 23 aprile 1995 | 13 giugno 1999 | Giampiero Lattanzi   | Lista civica                  | Sindaco |      |
| 13 giugno 1999 | 12 giugno 2004 | Giampiero Lattanzi   | Lista civica                  | Sindaco |      |
| 12 giugno 2004 | 7 giugno 2009  | Vasco Scianca        | Lista civica                  | Sindaco |      |
| 7 giugno 2009  | 26 maggio 2014 | Gianfranco Costa     | Lista civica                  | Sindaco |      |
| 26 maggio 2014 | 27 maggio 2019 | Giampiero Lattanzi   | Lista civica                  | Sindaco |      |
| 27 maggio 2019 | 9 giugno 2024  | Giampiero Lattanzi   | Lista civica                  | Sindaco |      |
| 9 giugno 2024  | in carica      | Giampiero Lattanzi   | Lista civica                  | Sindaco |      |

### Gemellaggi

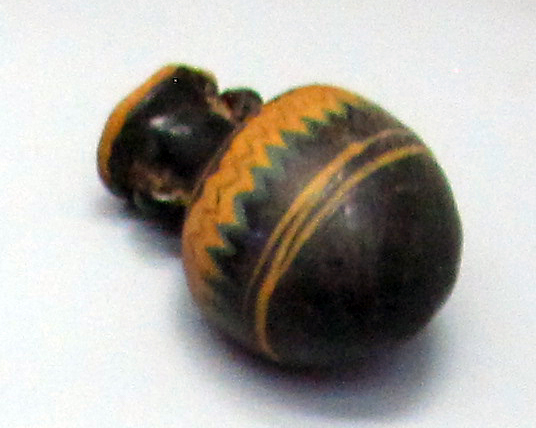
Unguentario in pasta vitrea da Guardea, ora al Museo Claudio Faina a Orvieto.

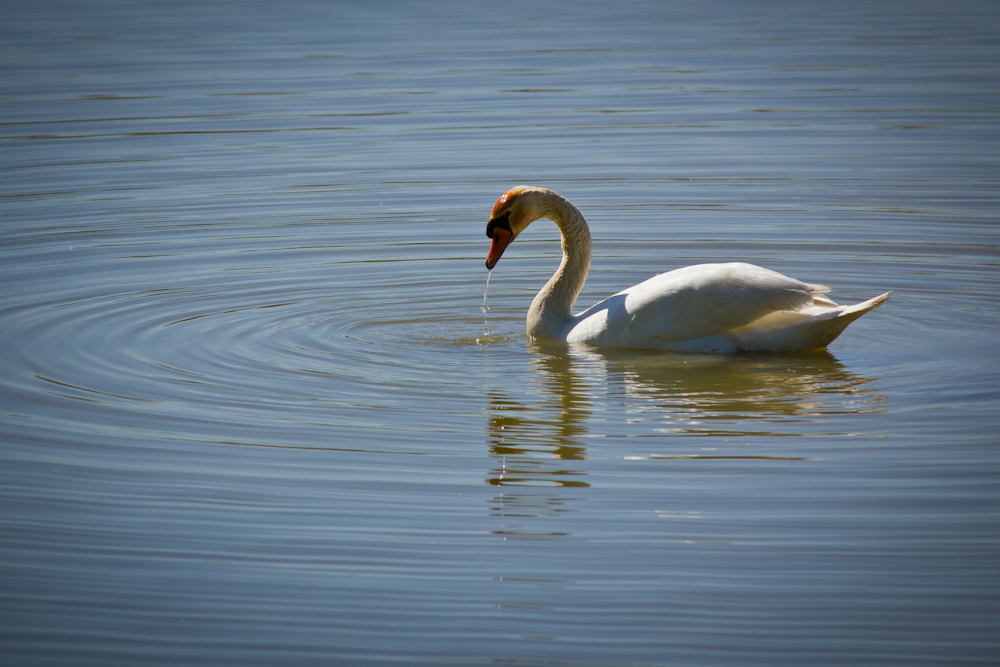
Lago di Alviano (nel Comune di Guardea)

- Champignelles[senza fonte]
- Greccio[senza fonte]